# 무명갈전갱이
무명갈전갱이(학명: Caranx ignobilis)는 전갱이목 전갱이과에 속하는 물고기이다. 몸길이는 1.7m에 몸무게가 80kg인 대형어류에 속한다.

## 특징과 먹이
무명갈전갱이는 전갱이목 전갱이과의 어류에서도 매우 큰 어종으로 자이언트 트레발리라고도 불리는 물고기이다. 성어를 기준으로 수컷은 몸의 색이 검정색으로 나타나며 암컷은 회색을 띄게 된다. 체고는 높고 몸이 측편되어 있다. 머리의 뒷쪽은 둥글며 경사가 심하지만 배쪽은 완만하다. 또한 눈이 크며 주위에 잘 발달된 기름눈꺼플이 존재한다.  위턱의 뒤끝은 동공의 뒷가장자리아래에 달하며 아래턱이 위턱보다 아래에 위치한다. 눈 앞쪽에 있는 2쌍의 비공은 찢어진 형태이다. 지느러미는 등지느러미가 2개 있으며 제1등지러미가 상어처럼 솟구쳐 있고 지느러미는 대체적으로 투명하지만 제2등지느러미와 꼬리지느러미는 어둡다. 먹이는 멸치, 청어, 꽁치, 정어리 외에 패럿피시, 놀래기, 롭스터 등의 물고기들과 오징어와 같은 두족류, 갑각류를 잡아먹는 육식성물고기에 속하며 물개나 상어를 자신의 먹이사냥에 이용하는 모습들을 보이기도 한다.

## 서식지와 어획
무명갈전갱이의 주요한 서식지로는 태평양과 인도양이 있으며 일본 남부와 오스트레일리아 북부, 미국 하와이주, 동아프리카에 가장 많은 개체수가 서식하고 홍해에서도 발견이 되는 어종이다. 산호초나 해조류가 무성한 수심 10~100m의 표해수대에서 서식하는 어종이다. 무명갈전갱이는 식용으로도 이용이 되며 식용으로 이용할 때엔 회나 구이로 많이 먹는다.

## 같이 보기
- 전갱이목
- 전갱이과